# Марин, Адриан
Адриан Марин Луго (исп. Adrián Marín Lugo; 13 мая 1994, Монтеррей, Мексика) — мексиканский футболист, полузащитник мексиканского клуба «Леонес Негрос».

## Клубная карьера
Марин — воспитанник клуба «Сан-Луис». 21 января 2012 года в матче против «Монаркас Морелия» он дебютировал в мексиканской Примере, заменив во втором тайме Сесара Вильялуса. В 2013 году для получения игровой практики Адриан на правах аренды перешёл в Лобос БУАП. 20 июля в матче против «Сакатепека» он дебютировал в Лиге Ассенсо. 5 января 2014 года в поединке против «Сакатепека» Марин забил свой первый гол за Лобос БУАП.
Летом 2014 года Адриан перешёл в «Чьяпас». 24 августа в матче против «Америки» он дебютировал за новую команду, заменив во втором тайме Матиаса Вуосо. 26 октября в поединке против «Веракрус» Адриан забил свой первый гол за «ягуаров».
Летом 2015 года Марин на правах аренды перешёл в столичную «Америку». 27 июля в матче против «Пуэблы» он дебютировал за новый клуб. После окончания аренды Марин вернулся в «Чьяпас».